# Poppenholz (Rugendorf)
Poppenholz ist ein Gemeindeteil der Gemeinde Rugendorf im Landkreis Kulmbach (Oberfranken, Bayern). Poppenholz liegt in der Gemarkung Rugendorf.

## Geografie
Der Weiler liegt im Keupervorland des Frankenwaldes und ist allseits von Acker- und Grünflächen umgeben. Die Kreisstraße KU 9 führt nach Grafendobrach (1,9 km südwestlich) bzw. nach Zettlitz zur Bundesstraße 303 (1,7 km nordöstlich). Eine Gemeindeverbindungsstraße führt die KU 9 kreuzend nach Feldbuch (0,5 km westlich).

## Geschichte
Gegen Ende des 18. Jahrhunderts bestand Poppenholz aus sieben Anwesen. Das Hochgericht übte teils das bayreuthische Vogteiamt Seibelsdorf, teils das bambergische Centamt Wartenfels aus. Die Dorf- und Gemeindeherrschaft oblag beiden Ämtern. Grundherren waren das Kastenamt Kulmbach (5 Sölden) und das Amt Wartenfels (1 Sölde, 1 Tropfhaus).
Mit dem Gemeindeedikt wurde Poppenholz dem 1808 gebildeten Steuerdistrikt Rugendorf und der im gleichen Jahr gebildeten Ruralgemeinde Rugendorf zugewiesen. Mit dem Gemeindeedikt von 1818 erfolgte die Umgemeindung eines Anwesens nach Zaubach. Am 1. April 1971 wurde Poppenholz (Zaubach) in die Gemeinde Rugendorf eingegliedert und mit Poppenholz (Rugendorf) vereint.

### Einwohnerentwicklung
| Jahr      | 001818 | 001819 | 001861 | 001871 | 001885 | 001900 | 001925 | 001950 | 001961 | 001970 | 001987 |
| Einwohner |        | 28     | 30     | 29     | 31     | 27     | 22     | 38     | 30     | 29     | 28     |
| Häuser    | 5      |        |        |        | 6      | 5      | 4      | 4      | 4      |        | 5      |
| Quelle    | [ 6 ]  | [ 10 ] | [ 11 ] | [ 12 ] | [ 13 ] | [ 14 ] | [ 15 ] | [ 16 ] | [ 17 ] | [ 18 ] | [ 1 ]  |

## Religion
Poppenholz ist seit der Reformation evangelisch-lutherisch geprägt und nach St. Erhard und Jakob (Rugendorf) gepfarrt.